# Mali panjski hrošč
Mali panjski hrošč (znanstveno ime Aethina tumida) je vrsta hrošča iz družine sijajnikov, ki je škodljivec čebelje družine.

## Opis
Odrasli hrošči so dolgi med 5 in 7 mm ter široki med 2,5 in 3,5 mm. Takoj po izhodu iz bube so svetle barve, nato pa potemnijo in postanejo rjavo črni. Glava, oprsje in zadek so med seboj dobro ločeni. Na prvi pogled se vrsto prepozna po elitrah, ki so krajše od zadka in je zato zadnji del zadka izpostavljen. Na glavi ima značilne kijaste tipalke. Samci se bistveno ne razlikujejo od samic.
Ličinka malega panjskega hrošča je smetanasto bele barve in zraste približno do dolžine 1 cm. Na videz je podobna ličinki velikega voščenega molja (Galleria mellonella), od katere se razlikuje po prisotnosti 3 parov dolgih sprednjih nog, bodic na hrbtni strani vsakega segmenta telesa in dveh velikih bodic, ki se nahajata na zadku. 
Jajčeca so ovalna, dolga okoli 1,5 mm in široka okoli 0,25 mm.

## Biologija
Mali panjski hrošč ima lahko letno do šest več generacij, kar je odvisno od pogojev v okolju. Samica jajčeca odlaga v grozdih v lesne razpoke panja ali neposredno v celice čebelje zalege. Samica lahko v času svojega življenja v panju izleže od 1000 do 2000 jajčec. Jajčeca se izležejo po 2 do 3 dneh, obdobje ličinke pa traja 10 do 16 dni. V tem času se ličinke prehranjujejo s cvetnim prahom in medom. Zabubijo se po 15 do 60 dneh v tleh izven panja. Običajno se zabubijo do 20 metrov, izjemoma tudi do 200 metrov od panja v globinah od 1 do 30 cm v zemlji. Za dokončanje razvojnega kroga so potrebna mehka in vlažna tla ter temperatura nad 10°C. Bube lahko do 3 tedne preživijo tudi pri nižjih temperaturah tal. Stopnja bube lahko traja med 8 in 84 dni, odvisno od temperature tal, odrasli hrošči pa se običajno pojavijo po 3 do 4 tednih.
Odrasli hrošči so dobri letalci, ki lahko letijo vsaj 10 km in napadejo nove čebelje družine, s čimer se populacija širi po naravni poti. Brez hrane in vode lahko odrasli osebki preživijo do 9 dni, na rabljenem satju do 50 dni, na sadju pa tudi več mesecev.

## Razširjenost
Mali panjski hrošč izvira iz podsaharske Afrike, od koder so ga kasneje zanesli v ZDA, kjer so ga prvič opazili leta 1996, pa tudi v Avstralijo, kjer je bil prvič odkrit leta 2002 v Richmondu, Novi Južni Wales.
Vrsta je prisotna tudi v Kanadi, kjer je bila doslej odkrita v zveznih državah Manitoba (2002 and 2006), Alberta (2006), Québec (2008, 2009), Ontario (2010) in Britanska Kolumbija (2015).
V Sloveniji zaenkrat hrošča še niso našli, prva poročila o prisotnosti škodljivca v Evropi pa so prišla iz Italije konec leta 2014
Hrošč se je začel po svetu širiti najverjetneje z uvozom čebel iz Afrike, nadaljnje širitve pa so se zgodile s premikanjem čebeljih panjev

## Škodljivec
Največjo grožnjo panju predstavljajo ličinke malega panjskega hrošča, ki se hranijo z medom in cvetnim prahom, pri čemer rijejo po satju in ga tako uničujejo. Poleg tega s svojimi izločki povzročajo fermentacijo (kvarjenje) medu. V napadenem panju se lahko zelo hitro v velikem številu razmnoži in če čebelar ne ukrepa dovolj hitro, čebelja družina propade ali pa zapusti panj.

### Omejevanje in nadzor
Po svetu se je pojavilo več metod za zatiranje in nadzor populacije malega panjskega hrošča. Ponekod preizkušajo populacije nadzorovati z različnimi vrstami nematod, ki so naravni zajedavci različnih ličink.
Poleg tega se za omejevanje populacij uporabljajo tudi različne pasti, kot so Beetlejail Baitable, Hood Trap, Freeman Beetle Trap,West trap, avstralske pasti AJ's Beetle Eater ter Beetle Blaster. Vse te pasti vsebujejo nestrupena olja, v katerih se utopijo odrasli hrošči, s čimer se čebelarji izognejo strupenim kemikalijam v svojih panjih.